# Вернстрём, Оке
Карл Торе Оке Вернстрём (швед. Karl Tore Åke Wärnström; 29 декабря 1925 — 6 июня 2018) — шведский боксёр, представитель полулёгкой весовой категории. Выступал за сборную Швеции по боксу в первой половине 1950-х годов, бронзовый призёр чемпионата Европы, победитель и призёр турниров международного значения, участник летних Олимпийских игр в Хельсинки.

## Биография
Оке Вернстрём родился 29 декабря 1925 года в коммуне Эстерокер, Швеция. Проходил подготовку в городе Катринехольм в одном из местных боксёрских клубов.
Выступал в составе шведской национальной сборной начиная с 1949 года, в частности в этом сезоне принял участие в матчевой встрече со сборной Италии в Стокгольме, уступив по очкам итальянцу Альтидоро Полидори.
Первого серьёзного успеха на международном уровне добился в 1951 году, когда побывал на чемпионате Европы в Милане и привёз оттуда награду бронзового достоинства, выигранную в зачёте полулёгкой весовой категории — на стадии полуфиналов был остановлен представителем Югославии Костой Лековичем. Также в этот период участвовал в ещё одной встрече со сборной Италии, отметился победой над итальянским боксёром Серджо Капрари.
В 1952 году Вернстрём впервые стал чемпионом Швеции по боксу в полулёгком весе, победил в матчевой встрече со сборной Дании и благодаря череде удачных выступлений удостоился права защищать честь страны на летних Олимпийских играх в Хельсинки. Тем не менее, на Играх уже в стартовом поединке категории до 57 кг единогласным решением судей потерпел поражение от представителя Чехословакии Яна Захары и сразу же выбыл из борьбы за медали. Захара в итоге выиграл этот олимпийский турнир.
После хельсинкской Олимпиады Вернстрём ещё в течение некоторого времени оставался в боксёрской команде Швеции и продолжал принимать участие в различных международных соревнованиях. Так, в 1953 году он вновь стал чемпионом страны в полулёгком весе, поучаствовал в матчевых встречах со сборными Норвегии, Дании и ФРГ.
В 1954 году в третий раз подряд одержал победу в зачёте шведского национального первенства.
В 1955 году выиграл серебряную медаль на чемпионате Скандинавии в Копенгагене, уступив в решающем финальном поединке финну Пентти Хямяляйнену.
Умер 6 июня 2018 года в Катринехольме в возрасте 92 лет.